# Кочетов Гаврило Леонтійович
Гаврило Леонтійович Кочетов (? — ?) — український радянський діяч, новатор сільськогосподарського виробництва, директор Бахмацького бурякорадгоспу Чернігівської області. Член ЦК КП(б)У в червні 1938 — січні 1949 р.

## Життєпис
Служив у Червоній армії артилерійським спостерігачем бронепоїзду № 72. Учасник Громадянської війни в Росії.
Член РКП(б) з 1919 року.
З 1930-х років — директор Бахмацького бурякорадгоспу Чернігівської області. Під час німецько-радянської війни перебував у евакуації.
З середини 1940-х років — знову директор Бахмацького бурякорадгоспу (цукрорадгоспу) Чернігівської області.

## Нагороди
- два ордени Трудового Червоного Прапора (23.01.1948, 26.02.1958)
- орден «Знак Пошани» (1.08.1936)
- орден Червоного Прапора (1923)